# Psilomma dubium
Psilomma dubium är en stekelart som beskrevs av Jean-Jacques Kieffer 1908. Psilomma dubium ingår i släktet Psilomma, och familjen hyllhornsteklar. Arten är reproducerande i Sverige.